# Hasney Aljofree
Hasney Aljofree (Blackley, Greater Manchester, 1978. július 11. –) angol labdarúgó, aki hátvédként játszott karrierje során.

## Pályafutása
Aljofree ifiként a Manchester Unitednél kezdte pályafutását, majd 1996 nyarán a Bolton Wanderershez igazolt. A fehérmezeseknél 22 alkalommal lépett pályára és 3 gólt szerzett. 2000-ben a skót Dundee Unitedhez szerződött, melyet akkor Paul Sturrock irányított. Aljofree a negyedik meccsén szerezte meg első gólját a csapatában, egy St Johnstone ellen 2–1-re elvesztett meccsen. A szezonban még egyszer betalált, akkor is egy vesztes meccsen. A 2001–02-es idényben állandó tagjává vált a Dundee Unitednek és öt gólt szerzett, minden alkalommal győztes meccsen. A következő évadban mindössze egyszer volt kezdő, majd csapata szerződést bontott vele. Ezután a Plymouth Argyle igazolta le, ahol ismét együtt dolgozhatott Sturrock-kal.
A 2004–05-ös szezonban kölcsönben a Sheffield Wednesdayhez került kölcsönben, ahol addigra már szintén Sturrock volt a menedzser. Többen arra számítottak, hogy a mester véglegesen is leigazolja. A Wednesdayben mindössze két alkalommal játszhatott, utána egy sérülés miatt vissza kellett térnie a Plymouth-hoz. Felépülése után állandó tagja lett az Argyle-nek. 2006-ban, egy Real Madrid elleni barátságos meccsen. 2006. szeptember 16-án, egy Southampton elleni meccsen úgy tűnt, nagyon súlyosan megsérült, hordágyon, nyakmerevítővel kellett elhagynia a pályát. Azonnal kórházba szállították, ahol kiderült, hogy egyáltalán nem sérült meg.
2007 januárjában bajba került egyik gólöröme miatt. A Peterborough United elleni FA Kupa meccsen az ellenfél szurkolói előtt ünnepelte találatát, akik emiatt elkezdték üvegekkel dobálni. Aljofree utána írásban bocsánatot kért a Peterborough szurkolóitól. A Plymouth mestere, Ian Holloway nyilatkozatában elmondta, hogy a szurkolók helyében ő is ugyanígy cselekedett volna.
2007-ben Aljofree a Swindon Townhoz igazolt, ahol már negyedik alkalommal dolgozhatott együtt Paul Sturrock-kal. A 2006–07-es szezonban megkapta a kapitányi karszalagot is, ami azóta is az övé.

## Eredményei

### Plymouth Argyle
- Angol harmadosztály

Győztes: 2003/04

## Statisztikái
| Klub                             | Szezon        | Bajnokság | Bajnokság | FA Kupa | FA Kupa | Ligakupa | Ligakupa | Más   | Más     | Összesen | Összesen |
| Klub                             | Szezon        | Meccs     | Gól       | Meccs   | Gól     | Meccs    | Gól      | Meccs | Gól     | Meccs    | Gól      |
| Bolton Wanderers                 | 1997–98       | 2 (0)     | —         | —       | —       | —        | —        | —     | —       | 2 (0)    | —        |
| Bolton Wanderers                 | 1998–99       | 1 (3)     | —         | —       | —       | 1 (0)    | —        | —     | —       | 2 (3)    | —        |
| Bolton Wanderers                 | 1999–00       | 3 (5)     | —         | 0 (2)   | —       | 3 (2)    | —        | —     | —       | 6 (9)    | —        |
| Bolton Wanderers                 | Össz.         | 6 (8)     | —         | 0 (2)   | —       | 4 (2)    | —        | —     | —       | 10 (12)  | —        |
| Dundee United                    | 2000–01       | 24 (2)    | 2         | 2 (0)   | —       | 3 (0)    | —        | —     | —       | 29 (2)   | 2        |
| Dundee United                    | 2001–02       | 27 (0)    | 2         | 3 (1)   | 3       | 2 (1)    | —        | —     | —       | 32 (2)   | 5        |
| Dundee United                    | 2002–03       | 1 (0)     | —         | —       | —       | —        | —        | —     | —       | 1 (0)    | —        |
| Dundee United                    | Össz.         | 52 (2)    | 4         | 5 (1)   | 3       | 5 (1)    | —        | —     | —       | 62 (4)   | —        |
| Plymouth Argyle                  | 2002–03       | 19 (0)    | 1         | 1 (0)   | —       | 1 (0)    | —        | 1 (0) | —       | 22 (0)   | 1        |
| Plymouth Argyle                  | 2003–04       | 20 (4)    | —         | —       | —       | 1 (0)    | —        | 1 (0) | —       | 22 (4)   | —        |
| Plymouth Argyle                  | 2004–05       | 12 (0)    | 1         | —       | —       | —        | —        | —     | —       | 12 (0)   | 1        |
| Plymouth Argyle                  | 2005–06       | 36 (1)    | 1         | 1 (0)   | —       | —        | —        | —     | —       | 37 (1)   | 1        |
| Plymouth Argyle                  | 2006–07       | 22 (3)    | —         | 3 (0)   | 2       | 1 (0)    | —        | —     | —       | 26 (3)   | 2        |
| Plymouth Argyle                  | 109 (8)       | 3         | 5 (0)     | 2       | 3 (0)   | —        | 2 (0)    | —     | 119 (8) | 5        |          |
| Sheffield Wednesday (Kölcsönben) | 2004–05       | 2 (0)     | —         | —       | —       | —        | —        | 1 (0) | —       | 3 (0)    | —        |
| Sheffield Wednesday (Kölcsönben) | Össz.         | 2 (0)     | —         | —       | —       | —        | —        | 1 (0) | —       | 3 (0)    | —        |
| Oldham Athletic (Kölcsönben)     | 2006–07       | 5 (0)     | —         | —       | —       | —        | —        | —     | —       | 5 (0)    | —        |
| Oldham Athletic (Kölcsönben)     | Össz.         | 5 (0)     | —         | —       | —       | —        | —        | —     | —       | 5 (0)    | —        |
| Egész karrier                    | Egész karrier | 174 (18)  | 7         | 10 (3)  | 5       | 12 (3)   | —        | 3 (0) | —       | 199 (24) | 12       |

## Külső hivatkozások
- Hasney Aljofree pályafutásának statisztikái a Soccerbase oldalon (angolul)